# Viper Solfa
Viper Solfa es una banda de metal extremo / metal gótico originaria de la ciudad de Kristiansand, Noruega. Fue fundada en 2013 por Ronny Thorsen, una vez que se separó su banda de black metal sinfónico Trail of Tears.

## Historia
Luego de casi dos décadas de existir Trail of Tears, las diferencias entre algunos de sus miembros sobrevivientes se habían vuelto insostenibles; debido a ello, decidieron seguir sus propios caminos a inicios de 2013, previo a la salida al mercado de su séptimo álbum Oscillation.
Viper Solfa surgió algunos meses después en ese mismo año, como una idea del cantante Ronny Thorsen, quien deseaba un proyecto algo distinto a lo que había hecho hasta ese momento, con un sonido más agresivo y enfocado en el Gothic Black Metal y el Power Metal.
Thorsen reunió rápidamente a sus antiguos compañeros de Trail of Tears: el bajista Endre Moe  (antes en Dimension F3H y Cutthroat), y al baterista Bjørn Dugstad Rønnow (Sphere).  Entre los tres, le propusieron incorporarse al destacado cantante y multinstrumentista "Morfeus" (Krister Dreyer), quien ya era conocido por su trabajo en otras bandas noruegas como Mayhem, Limbonic Art y la mencionada Dimension F3H.
Morfeus de inmediato tomó el papel de compositor principal, así como la interpretación de la guitarra, teclados y la orquestación. 
Con el material a la mano, se hizo evidente que el sonido necesitaba una voz femenina; después de una audición con más de dos docenas de cantantes de diversas partes del mundo,  fue  elegida la soprano finlandesa Miriam "Sphinx" Renvåg de la banda avant-garde metal Ram-Zet como la última pieza de la agrupación. Por lo tanto, Viper Solfa cuenta con un line-up compuesto por músicos consolidados y reconocidos de vastos géneros musicales.
Casi un año después de haberse establecido, firmaron un contrato con el sello independiente alemán Massacre Records y grabaron entre mayo y julio de 2014 en el Transient Lab (en su mayor parte). el Strand Studio  y el Spacemachine Studio en Oslo, Noruega; finalizaron la producción y la mezcla en el  Sound Suite Studio en Marsella, Francia con el productor Terje Refsnes. El álbum debut fue titulado Carving an Icon, y fue lanzado al mercado el 20 de febrero de 2015.

## Origen del nombre
De acuerdo a una entrevista con Ronny Thorsen en julio de 2015, denominó a su banda Viper Solfa por dos razones básicas:

"Viper Solfa significa música venenosa sin límites. Solfa es una técnica de canto antigua o escala, si se quiere,  y la víbora (Viper) representa la “parte venenosa”. La víbora es un  símbolo de algo real y mortal, pero también elegante, y la idea con el nombre es la de hacer música que suene como esas dos cosas mortalmente,  rápida y venenosa, sin las restricciones de géneros".

## Miembros
- Ronny Thorsen - Vocales
- Miriam Elisabeth  Renvåg "Sphinx"  - Vocales
- Krister Dreyer "Morfeus" - Guitarras,  teclados, orquestaciones
- Endre Moe "Mr. Moe" -  Bajo
- Bjørn Dugstad Rønnow – Batería

## Discografía

### Álbumes de estudio
- Carving an Icon – (2015)